# Молити (Харагаульский муниципалитет)
Молити (груз. მოლითი) — село в Грузии, на территории Харагаульского муниципалитета края (мхаре) Имеретия.

## География
Село находится в западной части Грузии, на правом берегу реки Чхеримелы, на расстоянии 15 километров к юго-востоку от посёлка городского типа Харагаули, административного центра муниципалитета. Абсолютная высота — 501 метр над уровнем моря.

## Население
По результатам официальной переписи населения 2014 года, в Молити проживало 205 человек (96 мужчин и 109 женщин). В национальной структуре населения грузины составляли 100 %.
| Год  | Население, человек |
| ---- | ------------------ |
| 2002 | 293                |
| 2014 | ↘ 205              |